# Mass-Voll!
Mass-Voll! (en français : la coupe est pleine) est un mouvement politique suisse qui a vu le jour en opposition aux mesures de lutte contre la pandémie de Covid-19.

## Histoire

### Création et premières actions
Le mouvement est fondé en février 2021, notamment par Nicolas Rimoldi, en réactions aux mesures prises par les autorités pour lutter contre la pandémie de Covid-19. Au niveau politique, Mass-Voll participe au lancement de trois référendums contre la loi COVID-19.
En 2021, la co-présidente, Viola Rossi, démissionne,.
En mars 2023, le mouvement organise une manifestation pour la paix à Berne, à laquelle participent près de 3 000 personnes, dont Andreas Glarner et David Trachsel de l'Union démocratique du centre, les Freiheitstrychler et le rappeur autrichien Kilez More (de).
L'association affirme compter 1 500 membres en septembre 2023.
Le 17 octobre 2023, le parti lance une initiative populaire pour renforcer la souveraineté de la Suisse face à l'OMS et à l'Union européenne; cette initiative échoue au stade de la récolte de signature en avril 2025.

### Élections fédérales de 2023
Souhaitant se concrétiser comme parti politique, le mouvement présente 75 candidats dans 10 cantons différents aux élections fédérales suisses de 2023. 
Le mouvement affirme soupçonner de la fraude électorale, et appelle à ne pas utiliser le vote par correspondance mais en se déplaçant au bureau de vote, en relevant que le président du conseil d'administration de la Poste suisse est Christian Levrat, membre du Parti socialiste suisse. Dans les cantons de Lucerne et de Soleure, le parti est apparenté à l'UDC.
Il n'obtient finalement aucun siège et une part électorale en dessous du pour-cent à l'échelle nationale (ZH : 0,65 % ; BE : 0,5 % ; LU : 1,1 % ; SZ : 0,6 % ; SO : 2 %; BS : 1 % ; SH : 3 % ; SG : 0,4 % ; AG : 1 % ; TG : 1,1 %) .

### Autres engagements
Début 2025, le parti annonce lancer un référendum contre le projet d'identité électronique.

## Description
Le mouvement défend une vision des droits fondamentaux sans restriction, soit notamment la limitation maximale de l’utilisation du droit d’urgence, l’interdiction de toutes mesures sanitaires contraignante et un droit de port et possession d'arme à feu libéral,. Mass-Voll souhaite également le renforcement de la souveraineté suisse, soit notamment : sortie de la plupart des organisations internationales (comme l'OMS ou l'ONU) ou contrôle strict de l'immigration. Le mouvement veut également une application stricte de la neutralité perpétuelle de la Suisse qui implique un retrait de la KFOR et des sanctions internationales, notamment celles contre la Russie.
En Suisse romande, il collabore avec l'association des Amis de la Constitution.

## Personnalités du parti
- Argovie : Roland Bühlmann (coprésident des Amis de la Constitution)[21]
- Lucerne : Daniel Wettstein (ancien membre du Parti libéral-radical)[22]
- Thurgovie : Barbara Müller (ancien membre du Parti socialiste)[21], également élue au Grand Conseil du canton de Thurgovie
- Vaud : Michelle Cailler[23] (ancien porte-parole des Amis de la Constitution)[24]